# The Decline of Western Civilization
The Decline of Western Civilization (svenska: ung. Den västerländska civilisationens undergång) är en amerikansk dokumentärfilm från 1981 gjord av Penelope Spheeris. Filmen skildrar den framväxande punkscenen i Los Angeles under åren 1979−1980. Den har med tiden blivit en klassiker inom sin genre och valdes 2016 ut att bevaras i National Film Registry av USA:s kongressbibliotek då den anses vara "kulturellt, historiskt eller estetiskt betydelsefull".

## Om filmen
Produktionen av filmen finansierades av två välbeställda försäkringstjänstemän från San Fernando Valley. De hade ursprungligen tagit kontakt med Spheeris för att be henne regissera en pornografisk film, något hon inte var intresserad av. I stället lyckades hon få dem intresserade av att vara med och dokumentera den lokala punkscenen.

### Filmens titel
Upphovet till filmens titel har givits olika förklaringar. En säger att den togs från en recension av albumet Fun House som Lester Bangs skrev för Creem 1970, i vilken han citerar en vän som menar att den stora popularitet som The Stooges då åtnjöt var ett tecken på "den västerländska civilisationens undergång". En annan hänvisar till den svenskättade sångaren Darby Crash, som medverkar flitigt i filmen,  och hans intresse för den tyske filosofens Oswald Spenglers mest kända verk, Västerlandets undergång. En tredje förklaring har getts av Claude Bessy, sångare i Catholic Discipline, som menar att både filmen och filmens titel ursprungligen var hans idé.

### Reaktioner
Filmen väckte inledningsvis starka reaktioner av skilda slag. Vid urpremiären − en enstaka midnattsvisning i en biograf på Hollywood Boulevard − flockades horder av begeistrade punkare, vilket ledde till en massiv polisinsats som sånär höll på utmynna i upplopp. Dåvarande chefen för den lokala polismyndigheten LAPD, den omtalade Daryl Gates, skrev en kort tid efter premiären ett brev till regissören med en uppmaning om att aldrig mer visa filmen i Los Angeles.

## Medverkande band (urval)
- Black Flag
- The Germs
- Circle Jerks
- X
- Fear
- Catholic Discipline